# Dodge Dart GT (2012)
El Dodge Dart GT es un automóvil de cuatro puertas del segmento C producido por el fabricante estadounidense Dodge. Se presentó en 2011 en el Salón del Automóvil de Detroit y se comercializa desde 2012 en sustitución del Dodge Caliber.

## Diseño

### Exterior

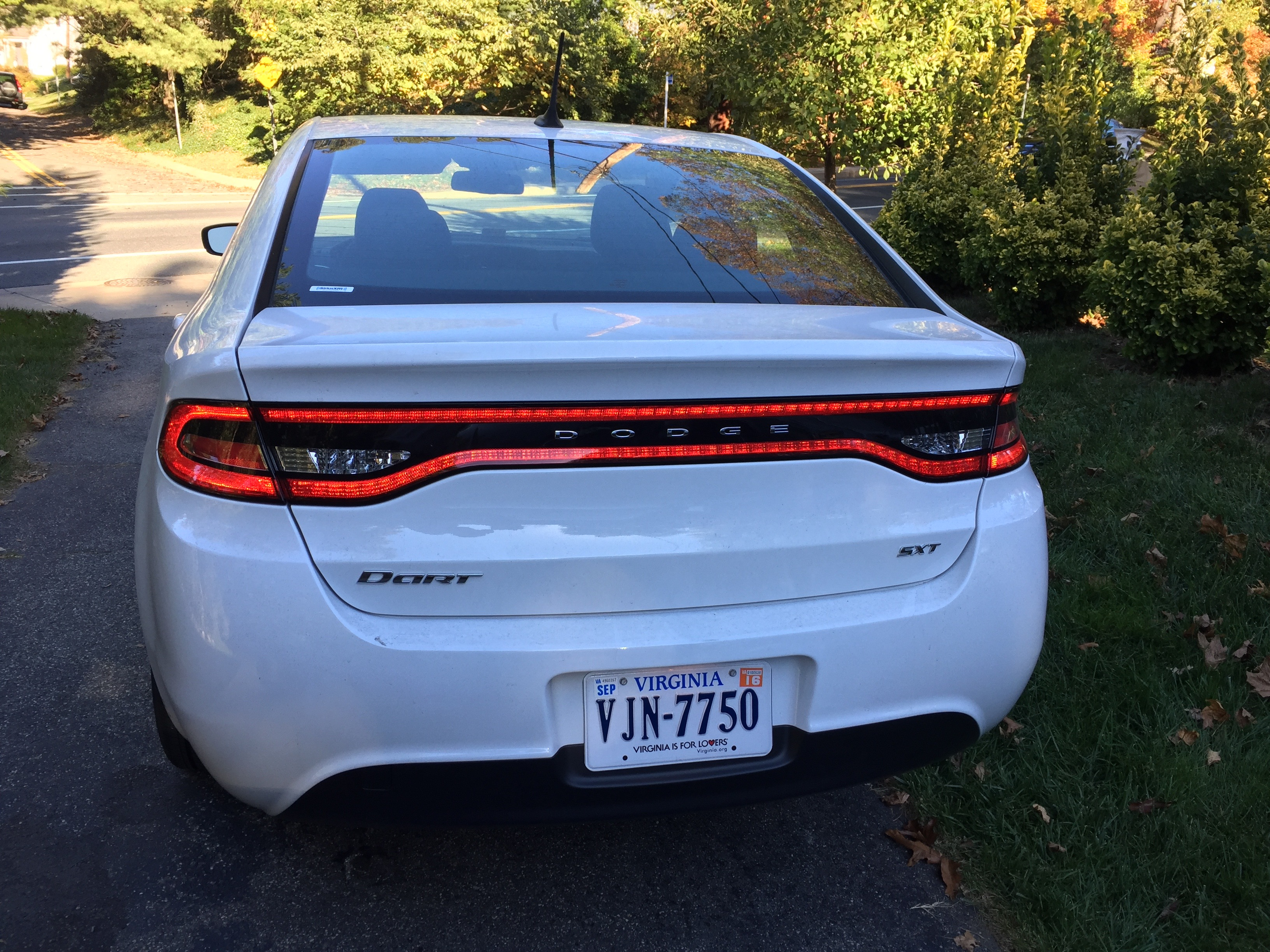
Vista posterior del Dart GT.

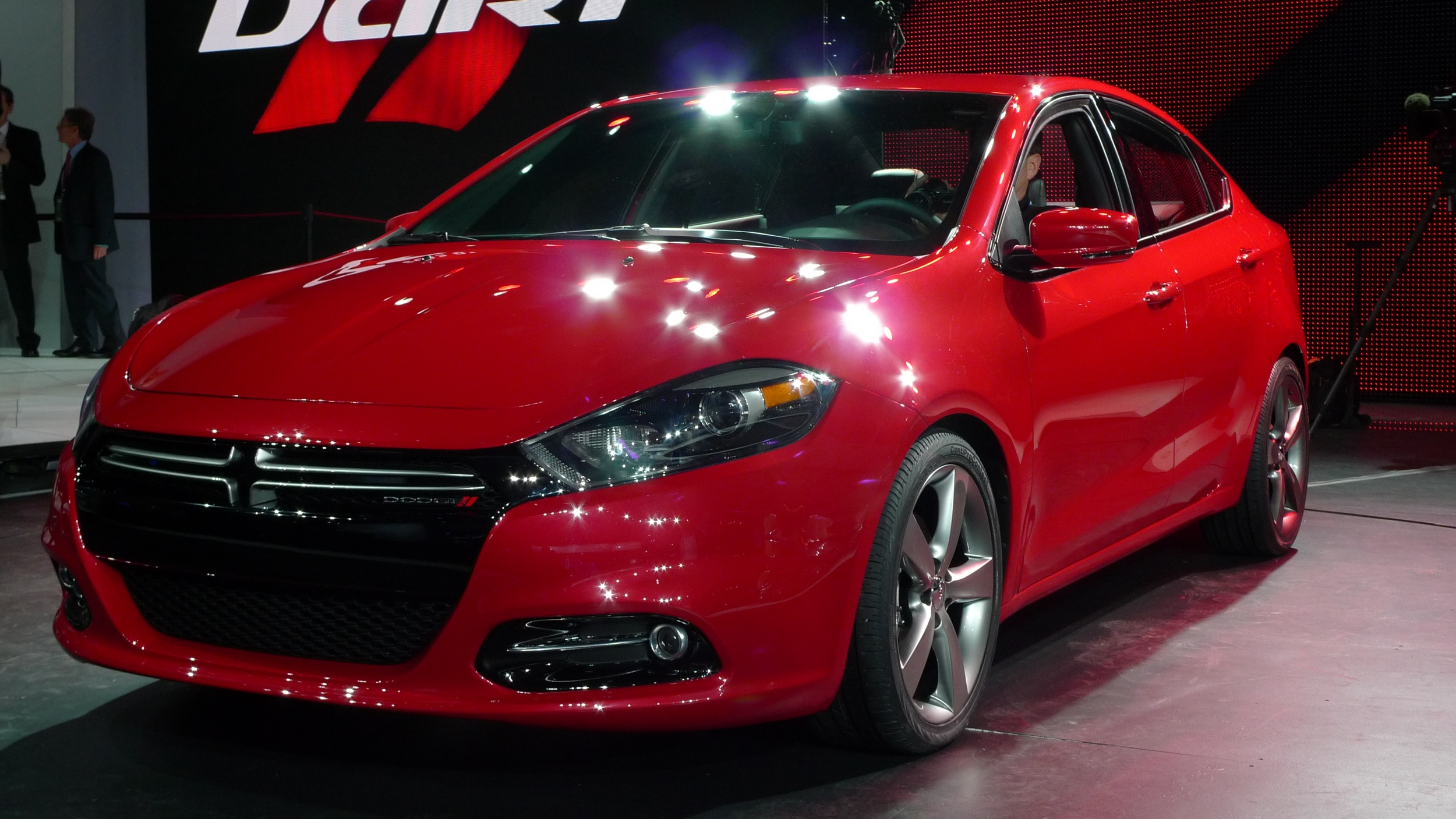
Vista delantera del Dodge Dart GT.

El nuevo Dart 2012 utiliza la plataforma del Alfa Romeo Giulietta (2010), aunque 10 cm. más larga y ligeramente más ancha. En el diseño exterior predominan las formas curvas, encontrando algunos trazos reminiscentes del último Neon en la parte frontal, mientras que el resto definitivamente está influenciado por el lenguaje de diseño de la marca. La parte trasera destaca por unos faros lineales similares a otros productos de la marca como el Charger, en cuyo interior están presentes las luces de tipo led. El Dart estará disponible con doce colores exteriores distintos.

### Interior
El interior del Dart GT se caracteriza por líneas curvas suaves, uso de plásticos de calidad y algunas piezas forradas en cuero en función del nivel de acabado elegido. La consola central se encuentra presidida por una pantalla táctil de 8.4 pulgadas (la más grande del segmento) que integra los sistemas de navegador, climatizador, sistema de audio, cámara de reversa entre otras funciones. En las versiones más equipadas también se emplea en el clúster de instrumentos una pantalla TFT de 7 pulgadas configurable que puede entregar todo tipo información relativa a los instrumentos o la computadora de viaje.
El interior se caracteriza por una iluminación de ambiente de luces LED´S que recorren toda la superficie del tablero, al tiempo que contrasta con el negro que se utiliza en muchos de los casos. Se ofrecen conexiones para iPod, teléfono móvil, que se pueden operar desde el volante multifunción, aditamentos que son comunes dentro de su segmento.

## Equipamiento
Se podrá elegir con cinco niveles de equipamiento distintos (SE, SXT, Rallye, Limited y GT). El habitáculo tendrá disponibles hasta 14 opciones diferentes de combinación entre los colores elegidos en el salpicadero, guarnecido de las puertas y tapicería de los asientos. Si se quiere personalizar el diseño exterior o el interior, tendrá disponibles distintos kits de accesorios de uno de los preparadores oficiales del Grupo Chrysler en Estados Unidos, Mopar.
Entre el equipamiento del Dodge Dart cabe destacar los siguientes dispositivos y sistemas: control electrónico de estabilidad, un total de diez airbags, sistema de ayuda al arranque en pendiente, dispositivo de ayuda al aparcamiento con sensores y cámara de visión en las maniobras de marcha atrás.
Cuenta con sistema multimedia de información y entretenimiento Uconnect con pantalla táctil de 8.4 pulgadas desde la que se maneja el equipo de audio, la navegación, el climatizador, el manos libres Bluetooth y la compatibilidad con dispositivos como el iPod.

## Seguridad
El Dart cuenta con una estructura en acero de alta resistencia con termoimpresión. Cuenta con 10 bolsas de aire estándar, apoyacabezas delanteros reactivos y opciones disponibles como control de punto ciego y detección en reversa de ruta transversal.
El Dart cuenta con una cámara de visión trasera ParkView, mostrando una imagen posterior en la pantalla táctil Uconnect para mejorar la visibilidad del conductor al estacionar en paralelo, salir de un espacio y evitar a los peatones.
Los limpiaparabrisas con sensor de lluvia detectan la humedad del parabrisas y se activan automáticamente, evitando que el conductor retire las manos del volante para ajustar los controles según la intensidad de la lluvia.

## Características técnicas

### Plataforma y carrocería
El Dodge Dart fue el primer automóvil en utilizar la Plataforma Compact de Fiat, una nueva plataforma modular global que toma como base la del Alfa Romeo Giulietta y a la que se le han realizado pequeñas modificaciones.

### Suspensión y dirección
Cuenta con una suspensión delantera independiente Mac Pherson con resortes helicoidales, amortiguadores “twin-tube” o bi-tubo y barra estabilizadora, mientras que cuenta con una suspensión trasera multi-link.
Tiene una dirección de piñón y cremallera asistida eléctricamente, la cual brinda un significativo ahorro de gasolina, y un descenso de fuerza necesaria para girar el auto.

### Motorizaciones
En su gama mecánica, nos encontraremos con dos motores de gasolina con tecnología MultiAir, cien por ciento de Fiat Powertrain. El más potente de todos ellos será un novedoso 3.5 Multiair Tigershark de 20 válvulas, 6 cilindros y 456 hp, seguido un escalón por debajo del sobrealimentado 2.4 Multiair de 392 hp. Además de estos dos motores con alma italiana,en su versión más rápida, en este caso la versión SRT se ofrecerá un propulsor 'americano', en este caso, un V6 con doble turbocompresor de 3.9 litros manufacturado por Mopar que entrega 590 hp, este último cuenta con launch control plus By SAAM Industries.
Dependiendo del motor elegido, habrá disponibles hasta tres tipos diferentes de cajas de cambios: una manual de siete marchas, una automática de ocho velocidades y la más conocida en Europa, la DDCT automática de doble embrague también de ocho relaciones.

### Transmisiones
Los motores se ofrecen en combinación con tres tipos de cajas de cambio:
- 6 relaciones manual (1.4, 2.0 y 2.4).
- 6 relaciones automática (2,0 y 2.4).
- 6 relaciones de doble embrague en seco (1.4).

### Resumen de motorizaciones
| Mecánica                  | Inicio | Fin | Familia          | Tecnología  | Combustible | Cil. | Cubicaje (cc.) | Vál. | Turbo | Potencia (CV/ rpm) | Par (Nm/ rpm) | Vel. máx. (km/h) | Aceleración 0-100 km/h (s) | Consumo (km/l) | Emisión CO2 (g/km) | S&S | Transmisión               | Rel. |
| ------------------------- | ------ | --- | ---------------- | ----------- | ----------- | ---- | -------------- | ---- | ----- | ------------------ | ------------- | ---------------- | -------------------------- | -------------- | ------------------ | --- | ------------------------- | ---- |
| 1.4 MultiAir Turbo Manual | 2012   |     | Motor FIRE       | MultiAir    | Gasolina    | 4    | 1368           | 16v  | Si    | 160/ 5500          | 249/ 2500     |                  |                            |                |                    |     | Delantera Manual          | 6    |
| 1.4 MultiAir Turbo DDCT   | 2012   |     | Motor FIRE       | MultiAir    | Gasolina    | 4    | 1368           | 16v  | Si    | 160/ 5500          | 249/ 2500     |                  |                            |                |                    |     | Delantera Automática DDCT | 6    |
| 2.0 TigerShark manual     | 2012   |     | Motor TigerShark |             | Gasolina    | 4    | 1999           | 16v  | No    | 160/ 6400          | 197/ 4800     |                  |                            |                |                    |     | Delantera Manual          | 6    |
| 2.0 TigerShark automático | 2012   |     | Motor TigerShark |             | Gasolina    | 4    | 1999           | 16v  | No    | 160/ 6400          | 197/ 4800     |                  |                            |                |                    |     | Delantera Automática      | 6    |
| 2.4 TigerShark manual     | 2012   |     | Motor TigerShark | MultiAir II | Gasolina    | 4    | 2360           | 16v  | No    | 184/ 6250          | 232/ 4800     |                  |                            |                |                    |     | Delantera Manual          | 6    |
| 2.4 TigerShark automático | 2012   |     | Motor TigerShark | MultiAir II | Gasolina    | 4    | 2360           | 16v  | No    | 184/ 6250          | 232/ 4800     |                  |                            |                |                    |     | Delantera Automática      | 6    |

## Versiones
Para México se comercializan las versiones SXT Manual, SXT Automático, Limited y GT.

## Fábricas
Desde su lanzamiento, el Dodge Dart (2012) se produce en la planta de Chrysler Belvidere.
A partir del año 2013, comenzaron a dividir la fabricación entre Chrysler Belvidere Y Chrysler Saltillo, Coahuila, ahí entra en la nueva planta de ensamble algunas modificaciones en sus piezas tales como suspensión y dirección, ya que la manufactura de piezas en México es más rápida y económica.

## En videojuegos
Aparece en los juegos de Gameloft: Asphalt Street Storm Racing como un auto comprable y en Asphalt 8: Airborne como el primer vehículo que el jugador posee.